# نيل أشتون
نيل أشتون (بالإنجليزية: Neil Ashton)‏ (15 يناير 1985 بليفربول في المملكة المتحدة - ) هو لاعب كرة قدم بريطاني في مركز الظهير. لعب مع شروزبري تاون وماكليسفيلد تاون ونادي ترانمير روفرز لكرة القدم ونادي ريكسهام ونادي تشستر سيتي ونادي بارو.

## وصلات خارجية
- نيل أشتون على موقع قاعدة بيانات كرة القدم.إي يو (الإنجليزية)
- نيل أشتون على موقع Soccerbase.com (لاعب) (الإنجليزية)
- نيل أشتون على موقع Soccerway.com (الإنجليزية)